# Teano
Teano is een gemeente in de Italiaanse provincie Caserta (regio Campanië) en telt 12.897 inwoners (31-12-2004). De oppervlakte bedraagt 88,7 km², de bevolkingsdichtheid is 148 inwoners per km².

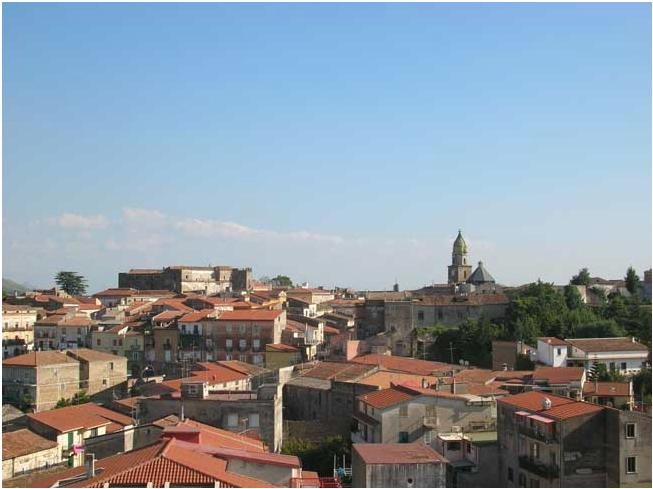
Teano
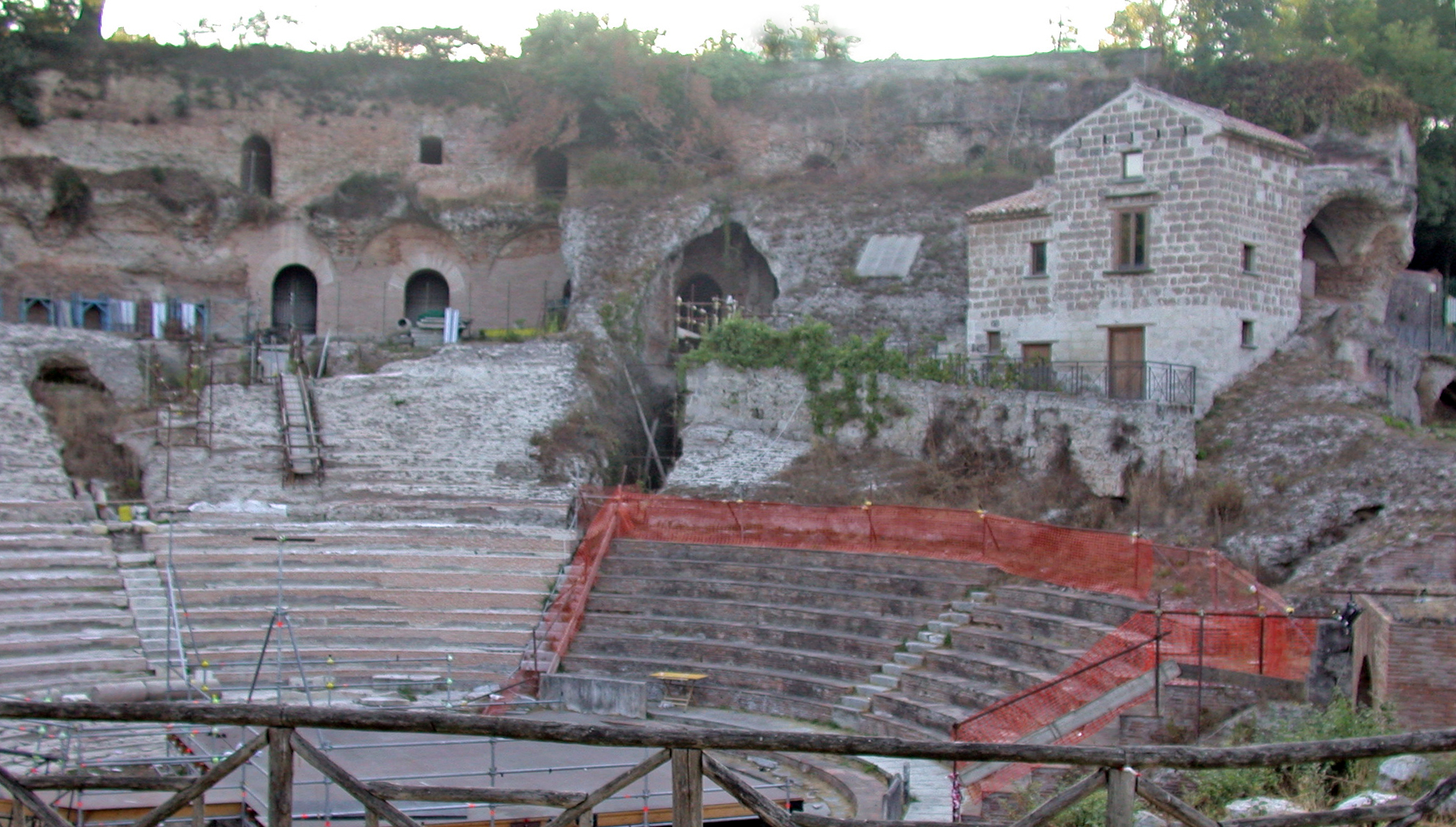
Romeins theater van Teano
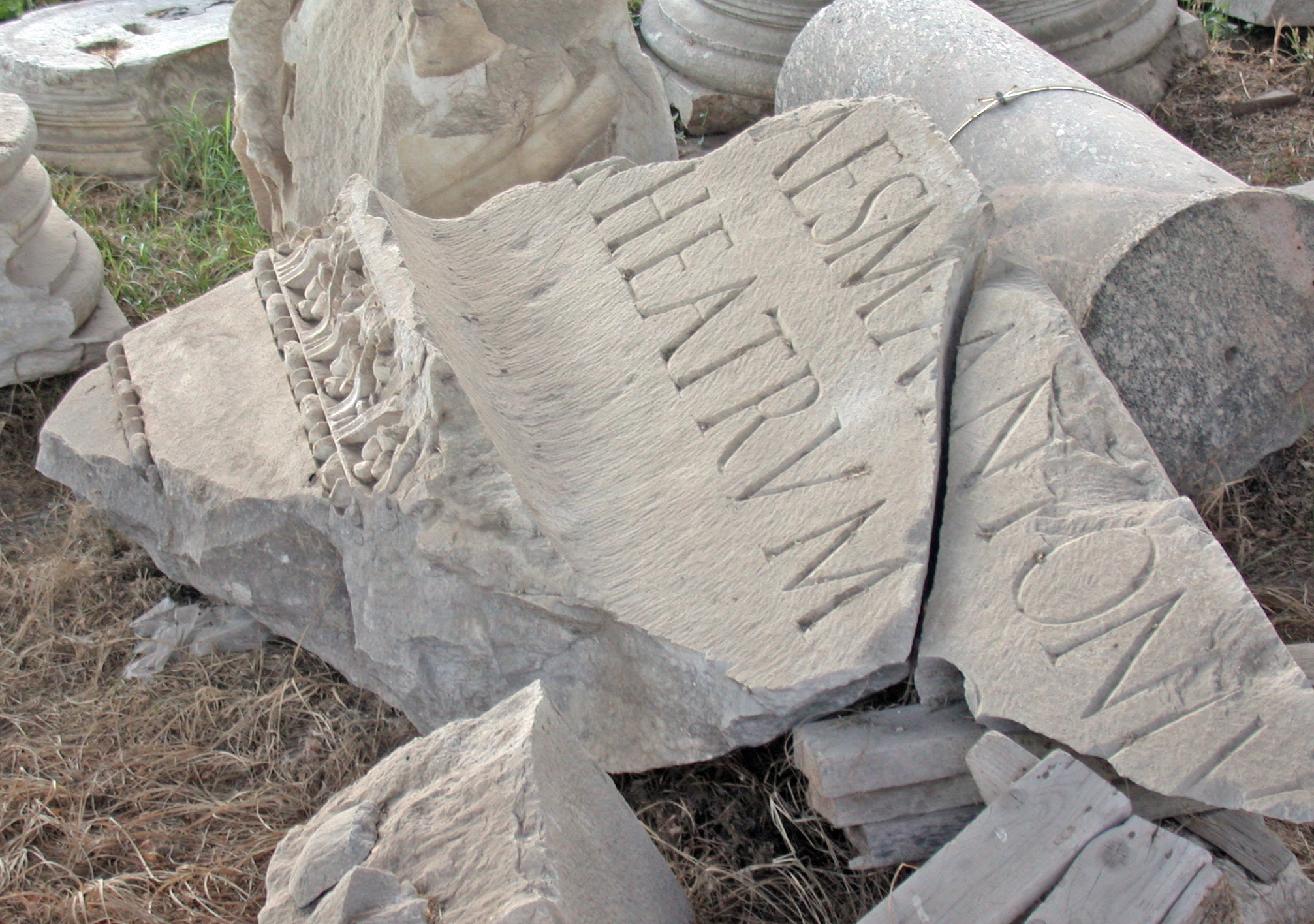
Inscriptie, gevonden bij het Romeins theater

## Demografie
Teano telt ongeveer 4393 huishoudens. Het aantal inwoners daalde in de periode 1991-2001 met 1,3% volgens cijfers uit de tienjaarlijkse volkstellingen van ISTAT.
| Jaar | Inwoneraantal |
| ---- | ------------- |
| 1991 | 13.218        |
| 2001 | 13.042        |

## Geografie
De gemeente ligt op ongeveer 196 meter boven zeeniveau.
Teano grenst aan de volgende gemeenten: Caianello, Calvi Risorta, Carinola, Francolise, Riardo, Roccamonfina, Rocchetta e Croce, Sessa Aurunca, Vairano Patenora.